# 1186
Високе Середньовіччя •  Золота доба ісламу •  Реконкіста •  Хрестові походи •  Київська Русь

## Геополітична ситуація
Ісаак II Ангел очолоє Візантію (до 1195). Фрідріх Барбаросса є імператором Священної Римської імперії (до 1190). Філіп II Август править у Франції (до 1223).
Апеннінський півострів розділений: північ належить Священній Римській імперії, середню частину займає Папська область, більша частина півдня належить Сицилійському королівству. Деякі міста півночі: Венеція, Піза, Генуя тощо, мають статус міст-республік, частина з яких об'єднана Ломбардською лігою.
Південь Піренейського півострова в руках у маврів. Північну частину півострова займають християнські Кастилія, Леон (Астурія, Галісія), Наварра, Арагонське королівство (Арагон, Барселона) та Португалія. Королем Англії є Генріх II Плантагенет (до 1189), королем Данії — Кнуд VI (до 1202).
У Києві княжить Святослав Всеволодович (до 1194). Ярослав Осмомисл княжить у Галичі (до 1187), Ярослав Всеволодович у Чернігові (до 1198), Всеволод Велике Гніздо у Володимирі-на-Клязмі (до 1212). Новгородська республіка та Володимиро-Суздальське князівство фактично відокремилися від Русі. У Польщі період роздробленості. На чолі королівства Угорщина стоїть Бела III (до 1196).
На Близькому Сході існують держави хрестоносців: Єрусалимське королівство, Антіохійське князівство, графство Триполі. Сельджуки окупували Персію та Малу Азію, в Єгипті та частині Сирії править династія Аюбідів, у Магрибі панують Альмохади, у Середній Азії правлять Караханіди та Каракитаї. Гуриди контролюють Афганістан та Північну Індію. У Китаї співіснують держава ханців, де править династія Сун, держава чжурчженів, де править династія Цзінь, та держава тангутів Західна Ся. На півдні Індії домінує Чола. В Японії розпочався період Камакура.

## Події
- Після смерті Балдуїна V королевою Єрусалиму стала Сибіла I, а королем-консортом Гі де Лузіньян.
- Напади Рено де Шатільйона на каравани мусульманських купців, призвели до розриву перемир'я з Салах ад-Діном.
- Візантійський імператор Ісаак II Ангел відтіснив повсталих болгар за Дунай, однак Іван та Тодор Асені покликали на допомогу валахів та половців.
- Генріх VI, спадкоємець імператора Священної Римської імперії, одружився з Констанцією, спадкоємицею сицилійського королівства.
- Мейнард Зегеберг заснував єпископство на території лівів неподалік від сучасної Риги.
- З падінням Лахора, завойованого Мухаммадом Горі, династія Газневідів припинила існування.